# رافاييل ألميدا
رافاييل ألميدا هو لاعب كرة قاعدة كوبي، ولد في 30 يوليو 1887 في هافانا في كوبا، وتوفي بنفس المكان في 19 مارس 1968.

## وصلات خارجية
- رافاييل ألميدا على موقعبيزبول رفرنس.كوم (الدوري الرئيسي) (الإنجليزية)